# الخطوط الجوية الفرنسية الرحلة 8969
الخطوط الجوية الفرنسية الرحلة 8969 طائرة إيرباص إيه 300B2-1C كانت تحمل 213 راكبا و12 من أفراد الطاقم في رحلة طيران من الجزائر إلي باريس في 24 ديسمبر 1994 بعد رحلة من باريس إلي الجزائر بقيادة الطيار برنارد ديلهيم البالغ من العمر 51 عاما ومساعد الطيار جون-بول بورديري البالغ من العمر 36 عاما ومهندس الرحلة آلان بوسوات البالغ من العمر 42 عاما.

## الإختطاف والقتل
صعد 4 أشخاص من الشرطة الرئاسية الجزائرية فيما بعد كانت الطائرة تحوم حولها سيارات القوات الخاصة الجزائرية وأحد الشرطيين قد نظر من نافذة الركاب ورأي سيارات القوات الخاصة الجزائرية والطائرة أحتجزت علي الأرض وأغلق الجيش الجزائري المطارات والمجال الجوي وفي الحقيقة كان الأشخاص الأربعة هم أفراد الجماعة الإسلامية المسلحة خلال العشرية السوداء في الجزائر وغضب الإهاربيون وقتلوا شرطي جزائري عمره 24 عاما برصاصة في الرأس وبعدها بقليل قتلوا الدبلوماسي الفيتنامي بوي جيانج تو البالغ من العمر 48 عاما وبعدها بيوم واحد قتلوا رئيس طباخ السفارة الفرنسية يانيك بيوجنيت البالغ من العمر 24 عاما بمطار هواري بومدين الدولي.

## السماح لمغادرة الطائرة والوقود القليل والتخطيط للتدخل علي الطائرة

الرئيس الجزائري اليمين زروال في 7 أغسطس 1995

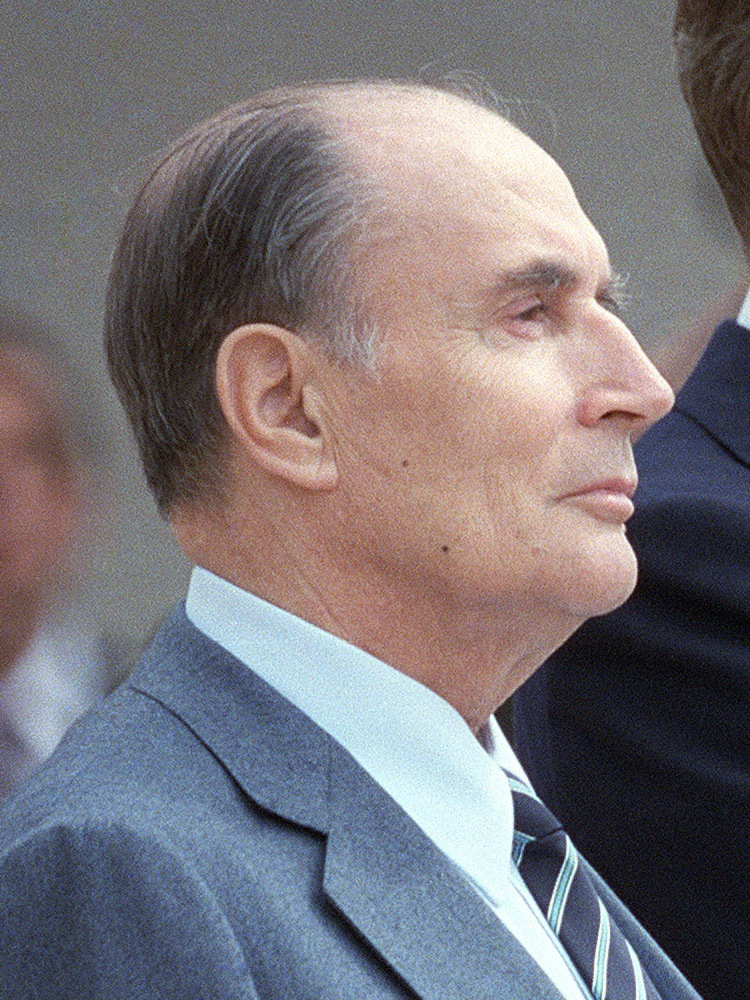
الرئيس الفرنسي فرنسوا ميتيران في 2 يونيو 1984

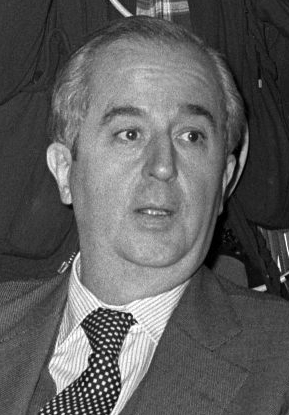
رئيس وزراء فرنسا إدوار بالادور في 10 أبريل 1994

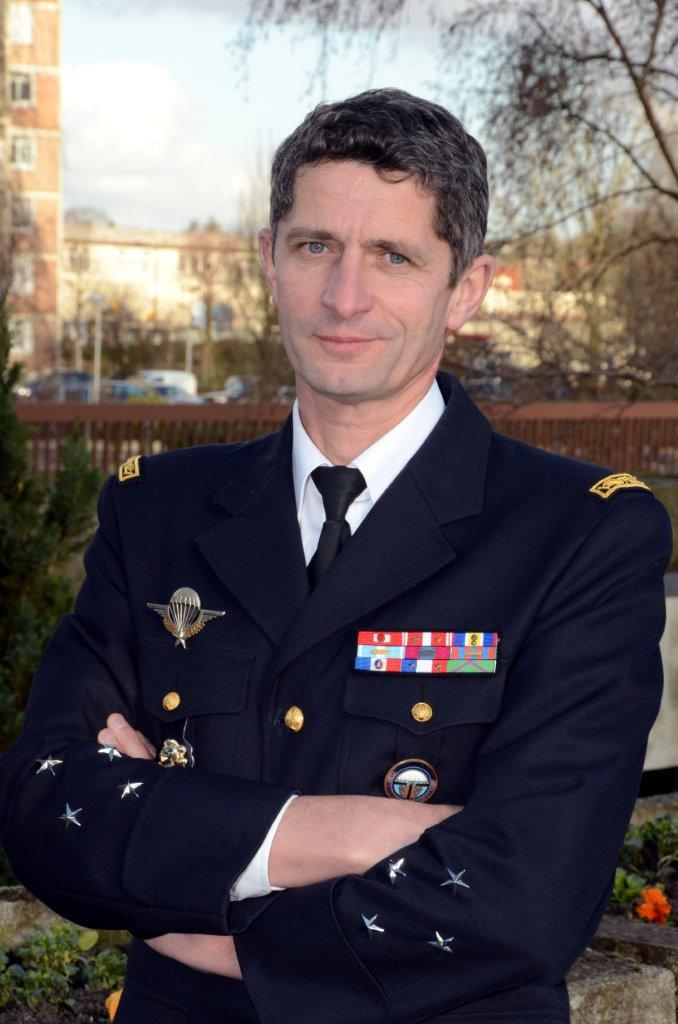
قائد القوات الخاصة الفرنسية الرائد دينيس فافير في 26 أبريل 1992

بعد 3 أيام بفجر 26 ديسمبر 1994 كان الرئيس الجزائري اليمين زروال أعطي الطائرة الإذن بالمغادرة ولكن محركيها من طراز جنرال الكتريك سي إف 6 والمحرك الإضافي للطائرة عند الذيل قد أستهلكوا الوقود لمدة يوم وكانت الرحلة لا تكفي إلي باريس ولكنها كانت كافية إلي مارسيليا عند الساحل الجنوبي الأوسط لفرنسا وكان الرئيس الفرنسي فرنسوا ميتيران ورئيس الوزراء الفرنسي إدوار بالادور في نفس الوقت أستدعوا قائد القوات الخاصة الفرنسية الرائد دينيس فافير لاقتحام الطائرة الموجودة بمطار مارسيليا بروفانس.

## التدخل علي الطائرة
أرسلوا 30 فرد من أفراد فرقة القوات الخاصة الفرنسية بقيادة الرائد دينيس فافير علي ثلاث سلالم يقودها 3 عربات للمطار وكان الطيار برنارد ديلهيم خائفا لأن المسلحين قد أطلقوا النار علي برج مراقبة الحركة الجوية الفرنسية بمطار مارسيليا بروفانس وقام القوات الخاصة الفرنسية بهجومهم وقام القائد تييري برونجناود البالغ من العمر 38 عاما بقتل قائد الاختطاف وأحد مساعديه قبل يجرح بشكل خطير 7 مرات في ساعده وعضلاته وصدره وكان عدد قليل من قناصة فرقة القوات الخاصة الفرنسية بسطح مطار مارسيليا بروفانس يريدون الحصول علي إصابة مباشرة من نوافذ قمرة القيادة ولكن مساعد الطيار جون-بول بورديري يعيق الإصابة المباشرة وعندها مساعد الطيار خرج من نافذته وسقط علي منطقة شحن الطائرات برغم جراحه الخطيرة ما زال حيا وأبتعد عن الخطر وأستطاع فرقة قناصة القوات الخاصة الفرنسية بسطح المطار الفرنسي الحصول علي الإصابة المباشرة وقتلوا الخاطفين الآخرين وبعد ذلك هرب جميع الركاب والطاقم البالغ عددهم 215 شخصا عبر منزلقات الهبوط الأضطراري وفي قمرة القيادة خرج الطيار برنارد ديلهيم ومهندس الرحلة آلان بوسوات من الطائرة وخرج مهندس الرحلة مقيدآ ولكن طاقم الرحلة قالوا إنه مهندس الرحلة وفكوا قيوده وتركوه.

## التخطيط والجرحي وتصوير اقتحام الطائرةوأحداث 11 سبتمبروتقاعد الطائرة
كان الإهاربيون يخططون لتفجير الطائرة قرب برج إيفل وبعد هجوم الطائرة في مارسيليا كان قد جرح 13 راكبا و3 من أفراد الطاقم و9 من أفراد فرقة القوات الخاصة الفرنسية وصورت 5 فيديوهات عن اقتحام الطائرة خلال 20 دقيقة و35 ثانية وبعد 7 سنوات كانت مضيفة الرحلة 8969 كلود برنار تقوم ببعض التسوق في باريس حينها قال صديقها عن طائرتي مركز التجارة العالمي وقالت «هل هذا كان سيحصل لنا منذ 7 سنوات» والطائرة التي تعرضت للاختطاف في 1994 لم تعد قابلة للإصلاح بسبب الأضرار البسيطة خارجها والأضرار الكبيرة داخلها ولم تعد صالحة للطيران.

## جنسيات الركاب والطاقم والوفيات والناجون
| الجنسيات         | الركاب | الطاقم | الوفيات | الناجون |
| ---------------- | ------ | ------ | ------- | ------- |
| الجزائر          | 100    | 0      | 1       | 99      |
| فرنسا            | 75     | 12     | 1       | 86      |
| ألمانيا          | 10     | 0      | 0       | 10      |
| جمهورية أيرلندا  | 5      | 0      | 0       | 5       |
| هولندا           | 3      | 0      | 0       | 3       |
| النرويج          | 5      | 0      | 0       | 5       |
| المملكة المتحدة  | 5      | 0      | 0       | 5       |
| الولايات المتحدة | 5      | 0      | 0       | 5       |
| فيتنام           | 1      | 0      | 1       | 0       |
| المجموع          | 209    | 12     | 3       | 221     |